# 658

## Родени
- Вилиброрд, англосаксонски духовник